# Elektroakoestische muziek
Elektroakoestische muziek is muziek die zich concentreert op de akoestische eigenschappen van elektrische muziekinstrumenten.
Er is ook een muziekstijl die electronic acoustic improvisation (EAI) wordt genoemd en die ook om de textuur en eigenschappen van het geluid draait, veelal in een improvisatiecontext. De stroming is onder andere beïnvloed door musique concrète, avant garde jazz, noise, elektroakoestische muziek, het Japanse Onkyo, experimentele componisten zoals John Cage, Morton Feldman en David Tudor en de britse vrije improvisatie groep AMM, in het bijzonder hun gitarist Keith Rowe. Erstwhile Records heeft belangrijke EAI-albums uitgebracht.
Veelgebruikte voorbeelden van een elektroakoestische muzikale techniek zijn het opzettelijk gebruik van feedback via een gitaarversterker en glitch.

## Technieken

### Geprepareerde gitaar
Het prepareren van een elektrische gitaar met diverse objecten is een vorm van elektroakoestisch onderzoek.

### 3rd bridge-gitaar

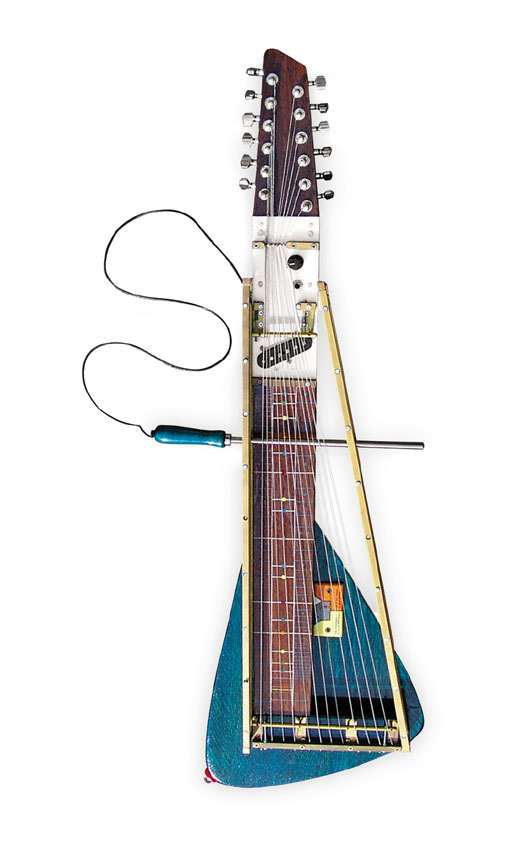
Moodswinger, een 3rd bridge-zither

Een 3rd bridge-gitaar is een elektrische gitaar met een toegevoegde derde brug. Meestal is de derde brug een drumstok, schroevendraaier, balpen of Japans eetstokje. Een 3rd bridge-gitaar kan een normale elektrische gitaar zijn die aangepast is, een prepared gitaar, of het kan een ander, eventueel zelf ontworpen, elektrisch snaarinstrument zijn.

### Circuit bending
Een experimentele vorm van elektronisch musiceren is circuit bending. Door in elektronische velden kortsluitingen te solderen kunnen bijzondere klankvervormingen optreden.

### Computers
Ook het gebruik van laptops en computers, geregeld ook met zelf geschreven software, komt vaak voor.

## Elektroakoestische componisten en muzikanten
| - Milton Babbitt - Luciano Berio - Boris Blacher - Pierre Boulez - John Cage - Peter Eötvös | - Luc Ferrari - Karel Goeyvaerts - Ernst Krenek - György Ligeti - Bruno Maderna - Toshiro Mayuzumi | - Olivier Messiaen - Steve Reich - Keith Rowe - Karlheinz Stockhausen - Toru Takemitsu | - Edgard Varèse - Iannis Xenakis - La Monte Young - Hans Zender |

## EAI-muzikanten
| - Peter van Bergen - Axel Dörner - Christian Fennezs - Cor Fuhler - Will Guthrie - Thomas Lehn - Jason Lescalleet | - Christof Kurzmann - Sachiko M - Radu Malfatti - Mattin - Günter Müller - Toshimara Nakamura | - Graham Lambkin - Eddie Prévost - Gert-Jan Prins - Keith Rowe - Taku Sugimoto - John Tilbury - Taku Unami | - Mark Wastell - Seymour Wright - Ami Yoshida - Otomo Yoshihide - Mitsuhiro Yoshimura |

### National Associations
- GRM — Groupe de recherches musicales / Musical Research Group, based in the National Audiovisual Institute (INA) (Paris)
- CEC — Canadian Electroacoustic Community / Communauté électroacoustique canadienne
- HELMCA – Hellenic Electroacoustic Music Composers Association
- SEAMUS — Society for Electro-Acoustic Music in the United States

### Andere institituten
- IRCAM — Institut de recherche et coordination acoustique/musique / Acoustic/Music Research and Coordination Institute (Parijs)
- CECH — Electroacoustic Community of Chile
- empreintes DIGITALes — Montréal-based label for recordings of musique concrète, acousmatic music, electroacoustic music
- EMS — Electroacoustic Music in Sweden
- Musiques & Recherches — Belgian association dedicated to the development of electroacoustic music
- CCRMA — Center for Computer Research in Music and Acoustics (Stanford CA USA)
- EMF — Electronic Music Foundation
- EMM — Electronic Music Midwest
- NEAR, het Nederlands Elektro-Akoestisch Repertoirecentrum is in Nederland een centrum dat zich bezighoudt met deze muzikale ontwikkeling.